# Jorge Valadéz
Jorge Alfredo Valadéz Callente (Abasolo, 24 febbraio 1996) è un ex calciatore messicano, di ruolo difensore.